# Ljudmila Andonowa
Ljudmila Andonowa (bulgarisch Людмила Андонова, engl. Transkription Lyudmila Andonova, geb. Жечева – Schetschewa – Zhecheva; * 6. Mai 1960 in Nowotscherkassk) ist eine ehemalige bulgarische Hochspringerin.
1982 wurde sie Sechste bei den Leichtathletik-Europameisterschaften in Athen.
Am 20. Juli 1984 übersprang sie nicht nur zum ersten Mal die zwei Meter, sondern verbesserte auch im Anschluss den Weltrekord um zwei Zentimeter auf 2,07 m. Dieser Weltrekord wurde am 25. Mai 1986 von Stefka Kostadinowa egalisiert und am 31. Mai 1986 um einen Zentimeter überboten.
Am 19. Juli 1985 wurde Andonowa bei einer Wettkampfkontrolle positiv auf Amphetamin getestet.
Nach Aufhebung der Dopingsperre wurde sie 1987 Zwölfte bei den Leichtathletik-Weltmeisterschaften in Rom und 1988 Vierte bei den Leichtathletik-Halleneuropameisterschaften in Budapest und Fünfte bei den Olympischen Spielen in Seoul. Bei den Olympischen Spielen 1992 in Barcelona schied sie in der Qualifikation aus.
Ljudmila Andonowa ist mit dem bulgarischen Zehnkämpfer Atanas Andonow (* 1955) verheiratet.

## Persönliche Bestleistungen
- Hochsprung: 2,07 m, 20. Juli 1984, Ost-Berlin
  - Halle: 1,95 m, 1. Februar 1985, Sindelfingen